# Agelasta robinsoni
Agelasta robinsoni là một loài bọ cánh cứng trong họ Cerambycidae.